# Алкантарас
Алкантарас (порт. Alcântaras)  —  муниципалитет в Бразилии, входит в штат Сеара. Составная часть мезорегиона Северо-запад штата Сеара. Входит в экономико-статистический  микрорегион Меруока. Население составляет 10 255 человек на 2007 год. Занимает площадь 138,598 км². Плотность населения — 73,9 чел./км².
Праздник города —  10 декабря.

## История
Город основан 10 декабря 1957 года. 

## Статистика
- Валовой внутренний продукт на 2003 составляет 15.391.745,00 реалов (данные: Бразильский институт географии и статистики).
- Валовой внутренний продукт на душу населения на 2003 составляет 1.550,81 реалов (данные: Бразильский институт географии и статистики).
- Индекс развития человеческого потенциала на 2000 составляет 0,607 (данные: Программа развития ООН).